# Justo Villar
Justo Villar, teljes nevén Justo Villar Wilmar Viveros (Cerrito, 1977. június 30. –) korábbi paraguayi labdarúgó, válogatott, posztját tekintve kapus.

## Karrierje

### Klub
Villar az ország déli részében található Cerritóban született, első felnőttcsapata a Club Sol de América volt, ahol 1996-ban mutatkozott be, és összesen több, mint száz bajnokin játszott.
2001-ben egy nagyobb paraguayi klub, a Club Libertad játékosa lett. Itt három évig játszott, és kétszer is bajnoki címet szerzett a csapattal.
2004-ben légiósnak állt, az argentin Newell'shez szerződött. Ezzel az együttessel is sikeres volt, amíg itt játszott, sikerült megnyerni a 2004-es Aperturát.
2008 óta Európában játszik, jelenleg a spanyol másodosztályban szereplő Valladolid tagja.

### Válogatott
Bár már 1999 óta a válogatott tagja, sokáig csak a kispadon ülhetett, ugyanis a nemzeti csapat első számú kapusa a legendás José Luis Chilavert volt. Az ő visszavonulása után léphetett elő első számú hálóőrré.
A 2006-os vb-n először lehetett volna kezdő felnőtt világversenyen, azonban egy sérülés miatt a világbajnokságok történetének leggyorsabb kapuscseréje az ő nevéhez fűződik, miután mindössze négy perc játék jutott neki.
A következő vb-n a válogatott összes meccsén játszott. Többek között neki is köszönhető, hogy a nemzeti csapat története során először a negyeddöntőbe jutott, ráadásul ott is reális esélye volt a továbbjutásra. Villar mindössze két gólt kapott, az elsőt az Olaszország elleni csoportmérkőzésen, a másodikat Spanyolország ellen, egy, a paraguayi válogatott számára rendkívül szerencsétlen helyzet után, amikor a labda három kapufa után talált utat a hálóba. Ezen a mérkőzésen egyébként két tizenegyes is kimaradt, az elsőt a dél-amerikaiak részéről Óscar Cardozo hagyta ki, a másodikat pedig Villar védte ki. Utóbbi esetben egyébként Xabi Alonso elsőre belőtte, azonban a bíró újrarúgást rendelt el, ekkor tudott Villar hárítani.
Ezen a vb-n egyébként már ő volt a válogatott csapatkapitánya.

## Sikerei, díjai

### Klub
- Club Libertad:
  - Bajnok: 2002, 2003
- Newell’s Old Boys:
  - Bajnok: 2004 Apertura

### Egyéni
- Az év paraguayi labdarúgója: 2004

## Külső hivatkozások
- Justo Villar adatlapja a worldfootball.net oldalon (angolul)
- Justo Villar a National-football-teams.com oldalon